# Rychwałdek
Rychwałdek est une localité polonaise de la gmina de Świnna, située dans le powiat de Żywiec en voïvodie de Silésie.